# Dwight Phillips
Dwight Phillips (Decatur, Georgia, 1977. október 1. –) olimpiai és négyszeres világbajnok amerikai atléta, távolugró.

## Pályafutása
Sydney-ben szerepelt először az olimpiai játékokon. Phillips harmadik legjobbként jutott döntőbe, ahol 8,06 méteres ugrással – legjobb amerikaiként – a nyolcadik helyen zárt. Egy évvel később, az edmontoni világbajnokságon is nyolcadik lett.
2003-ban került a világelitbe. Előbb győzött a fedett pályás világbajnokságon, majd szabadtéren is világbajnoki címet nyert. Előbbin mindössze egy centiméteres előnnyel lett első a spanyol Yago Lamela előtt.
Az athéni olimpiára, mint a főesélyesek egyike érkezett. Már a selejtezőkörből elsőként jutott tovább, majd a döntőben a legelső kísérleténél 8,59-ot ugrott, amely végül az aranyérmet jelentette. Győztes eredménye a ötödik leghosszabb ugrás volt az olimpiai játékok történelmében Bob Beamon 1968-as, Carl Lewis 1988-as és 1992-es, valamint Mike Powell 1992-es játékokon elért teljesítménye után.
Folytatta sikersorozatát és 2005-ben megvédte címét a helsinki világbajnokságon. Két év múlva Oszakában alulmaradt; a panamai Irving Saladino és az olasz Andrew Howe mögött harmadik, bronzérmes lett.
Phillips csak nyolcadikként végzett az amerikai olimpiai selejtezőn, így nem indulhatott Pekingben, és nem védhette meg címét.
2009. június 7-én ugrotta egyéni csúcsát, 8,74-ot, amely a tizenegyedik legjobb eredmény a férfiak között a távolugrás történelmében. Két hónappal később, Berlinben újra, immár harmadik alkalommal nyert világbajnokságot.

## Egyéni legjobbjai

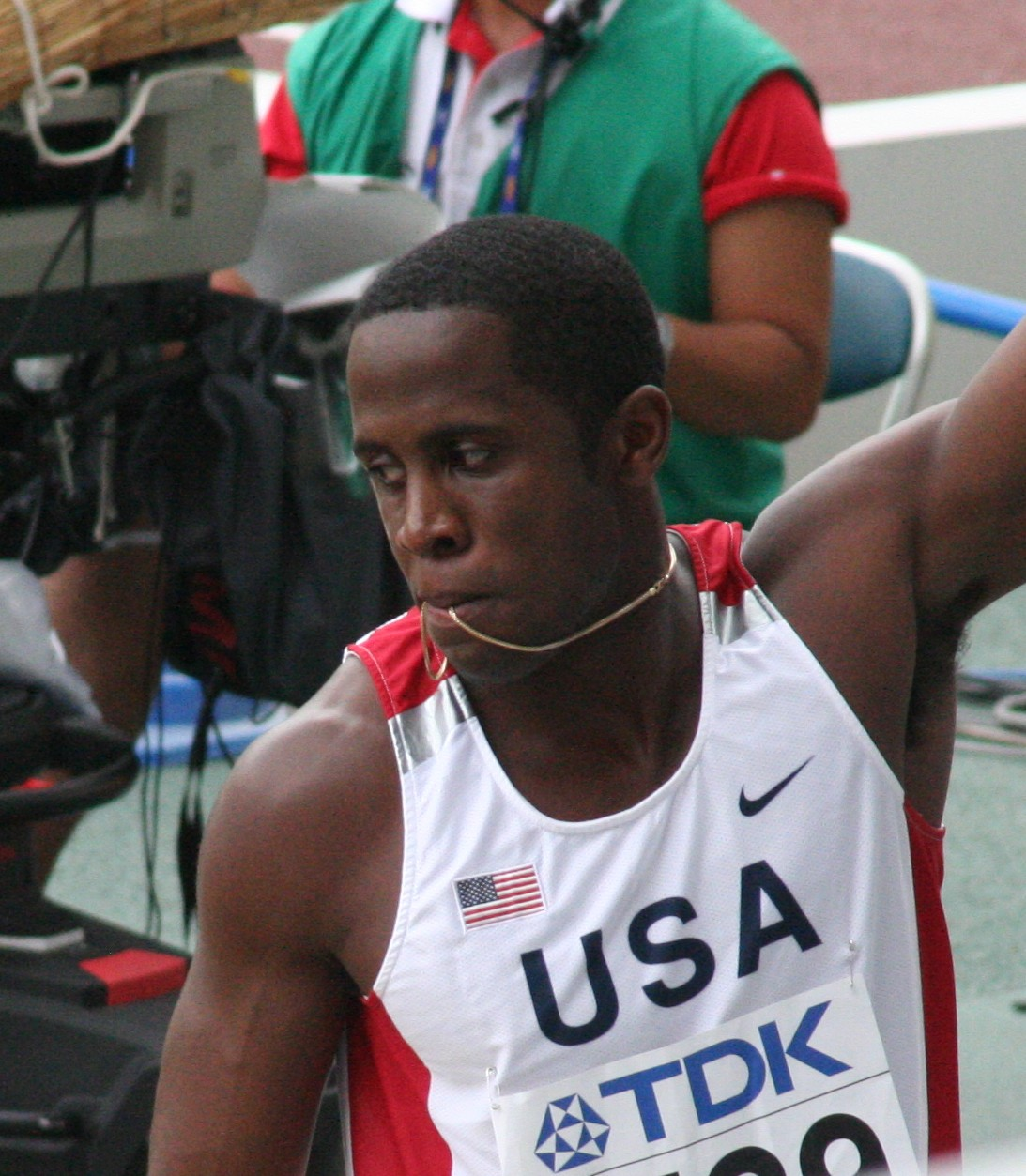
Phillips a 2007-es világbajnokságon

| Versenyszám          | Eredmény | Szélsebesség | Helyszín | Dátum             |
| -------------------- | -------- | ------------ | -------- | ----------------- |
| 100 méteres síkfutás | 11,06 s  | +2,0 m/s     | Athens   | 2009. május 9.    |
| 200 méteres síkfutás | 20,68 s  | 0,0 m/s      | Tempe    | 2002. március 30. |
| Távolugrás           | 8,74 m   | -1,2 m/s     | Eugene   | 2009. június 7.   |
| Hármasugrás          | 16,41 m  | +2,0 m/s     | Boise    | 1999. június 5.   |